# История Дайаны Линклеттер
«История Дайаны Линклеттер» (англ. The Diane Linkletter Story) — чёрно-белый короткометражный фильм американского режиссёра Джона Уотерса, снятый в 1970 году.

## Сюжет
Мистер и Миссис Линклеттер всерьёз переживают о психическом состоянии своей дочери Дайаны, которая употребляет наркотики. Все попытки остановить её кончаются неудачей. Вдобавок она заводит себе парня-маргинала по имени Джим, который ещё больше тянет её на дно. Родители переходят к решительным действиям, что, однако, приводит к самоубийству Дайаны от передозировки ЛСД.

## В ролях
- Дивайн — Дайана Линклеттер
- Дэвид Локари — Арт Линклеттер
- Мэри Вивиан Пирс — Лоис Форестер Линклеттер

## Создание
Сюжет фильма имеет под собой реально случившуюся историю: речь идёт о самоубийстве дочери известного радиоведущего Арта Линклеттера Дайаны. Фильм снят ровно на следующие сутки после её смерти. В начале и в конце фильма звучит обращение Арта («We Love You Call Collect») к своей дочери, опубликованное незадолго до её смерти.
По словам самого Уотерса, фильм получился спонтанно. Он решил опробовать новую звуковую камеру, на которую позже будет снята полнометражка «Множественные маньяки».

## Релиз
Впервые показ фильма состоялся 10 апреля 1970 года в Балтиморе. Однако данный короткометражный фильм никогда не демонстрировался в широком прокате, лишь иногда его включали на некоторых ретроспективных показах картин Уотерса. Также фильм распространялся на пиратских видеокассетах в конце восьмидесятых годов вместе с другой короткометражкой с участием Дивайн «Неоновая женщина».